# 1892 no jornalismo
Nesta página encontrará referências aos acontecimentos directamente relacionados com o jornalismo ocorridos durante o ano de 1892.

## Nascimentos
| Data | Nome                  | Profissão                          | Nacionalidade                              | Observações | Ref   |
| ---- | --------------------- | ---------------------------------- | ------------------------------------------ | ----------- | ----- |
| ??   | Eduardo Frutuoso Gaio | escritor, jornalista e ferroviário | Reino Unido de Portugal, Brasil e Algarves | m. 1960     | [ 1 ] |
| ??   | Eduardo Guimarães     | escritor, tradutor e jornalista    | Brasil                                     | m. 1928     |       |

## Mortes
| Data        | Nome                       | Profissão                    | Nacionalidade                              | Observações | Ref |
| ----------- | -------------------------- | ---------------------------- | ------------------------------------------ | ----------- | --- |
| 26 de março | Walt Whitman               | poeta, ensaísta e jornalista | Estados Unidos                             | n. 1819     |     |
| ??          | José Bernardino dos Santos | escritor e jornalista        | Reino Unido de Portugal, Brasil e Algarves | n. 1845     |     |